# Эссиз
Эсси́з (фр. Essises) — коммуна во Франции, находится в регионе Пикардия. Департамент коммуны — Эна. Входит в состав кантона Эссом-сюр-Марн. Округ коммуны — Шато-Тьерри.
Код INSEE коммуны — 02289.

## Население
Население коммуны на 2010 год составляло 430 человек.
| 1962 | 1968 | 1975 | 1982 | 1990 | 1999 | 2010 |
| ---- | ---- | ---- | ---- | ---- | ---- | ---- |
| 206  | 203  | 177  | 239  | 325  | 370  | 430  |

## Экономика
В 2010 году среди 295 человек трудоспособного возраста (15—64 лет) 214 были экономически активными, 81 — неактивными (показатель активности — 72,5 %, в 1999 году было 75,7 %). Из 214 активных жителей работали 197 человек (107 мужчин и 90 женщин), безработных было 17 (5 мужчин и 12 женщин). Среди 81 неактивных 26 человек были учениками или студентами, 38 — пенсионерами, 17 были неактивными по другим причинам.